# Roy Makaay
Roy Rudolphus Anton Makaay (* 9. března 1975, Wijchen, Nizozemsko) je bývalý nizozemský fotbalový útočník a reprezentant. Mimo Nizozemska hrál ve Španělsku a Německu.
V roce 2003 získal evropskou Zlatou kopačku.

## Klubová kariéra
Byl velkou oporou nizozemského týmu Feyenoord, v němž hrál od léta 2007 do léta 2010. Tam přestoupil z německého Bayernu Mnichov. Ve Feyenoordu podepsal tříletou smlouvu a zakončil v něm svou profesionální fotbalovou kariéru. Už v roce 2005 zakončil reprezentační kariéru.
7. března 2007 vstřelil úvodní gól zápasu Ligy mistrů FC Bayern Mnichov–Real Madrid už po 10 sekundách hry, tento gól je doposud nejrychlejším ve statistice UEFA Champions League.

## Reprezentační kariéra
S nizozemskou reprezentací do 23 let se zúčastnil Letních olympijských her 2008 v Číně, kde byli Nizozemci vyřazeni ve čtvrtfinále Argentinou po výsledku 1:2 po prodloužení.
V A-mužstvu Nizozemska debutoval 5. 10. 1996 v Cardiffu v kvalifikačním zápase proti domácímu týmu Walesu (výhra 3:1).

Zúčastnil se dvou evropských šampionátů: domácího EURA 2000 v Nizozemsku a Belgii a EURA 2004 v Portugalsku. V obou případech získal s týmem bronzové medaile, které brali poražení semifinalisté.
Celkem odehrál v letech 1996–2005 v nizozemském národním týmu 43 zápasů a vstřelil 6 gólů.